# مقبس إي
مقبس إي (بالإنجليزية: Socket A) وهو مقبس وحدة المعالجة المركزية أنتجته شركة إي أم دي لوحداتها من نوع آثلون، آثلون إكس بي، آثلون أم بي، دورون، سمبرون وجودي أن إكس. وهو من نوع شبكة إبر مصفوفة مع 453 إبرة وهناك تسع مناطق فارغة من الإبر لمنع الوحدات المعالجة المستخدمة لمقبس 370 أن تُركّب فيه. وإن سرعة نالقل البيانات المدعومة لوحدات آثلون إكس بي وسمبرون 133 و 166 و 200 هرتز. وتحبذ شركة إي أم دي استخدام مبردات بوزن 300 غرام لكي لا تؤذي وحدة المعالجة المسخدمة لأنها من الخزف. وقامت الشركة إيقاف استخدامها لهذا المقبس لتسخدم مكانه مقبس 754 ومقبس 939 ومقبس إي أم 2 إلا في وحدات المعالجة جودي أن إكس, فهي ما تزال تستخدمه لهذه الوحدات. وما زالت بعض المتاجار تبيع لوحات أم تستخدم هذا المقبس إلى الآن.